# Grant, Quận Monroe, Wisconsin
Grant là một thị trấn thuộc quận Monroe, tiểu bang Wisconsin, Hoa Kỳ. Năm 2010, dân số của thị trấn này là 486 người.